# Hubbell
Hubbell – wieś w Stanach Zjednoczonych, w stanie Nebraska, w hrabstwie Thayer.